# بيدرو غامارو
بيدرو غامارو (بالإسبانية: Pedro Gamarro) (مواليد 8 يناير 1955) هو ملاكم فنزويلي، مثّل بلاده في الألعاب الأولمبية الصيفية 1976.

## روابط خارجية
بيدرو غامارو على موقع اللجنة الأولمبية الدولية (الإنجليزية)
- بيدرو غامارو على موقع أوليمبيديا (الإنجليزية)